# Numenius americanus
Numenius americanus là một loài chim trong họ Scolopacidae.